# Eriogoneae
Eriogoneae, tribus cvjetnica iz porodice Polygonaceae ili dvornikovki. Podijeljen je na 20 rodova.

## Rodovi
1. Eriogonum Michx. (254 spp.)
2. Oxytheca Nutt. (3 spp.)
3. Acanthoscyphus Small (1 sp.)
4. Sidotheca Reveal (3 spp.)
5. Dedeckera Reveal & J. T. Howell (1 sp.)
6. Gilmania Coville (1 sp.)
7. Stenogonum Nutt. (2 spp.)
8. Goodmania Reveal & Ertter (1 sp.)
9. Nemacaulis Nutt. (1 sp.)
10. Johanneshowellia Reveal (2 spp.)
11. Dodecahema Reveal & Hardham (1 sp.)
12. Aristocapsa Reveal & Hardham (1 sp.)
13. Chorizanthe R. Br. ex Benth. (61 spp.)
14. Mucronea Benth. (2 spp.)
15. Systenotheca Reveal & Hardham (1 sp.)
16. Centrostegia A. Gray ex Benth. (1 sp.)
17. Hollisteria S. Watson (1 sp.)
18. Lastarriaea Rémy (3 spp.)
19. Pterostegia Fisch. & C. A. Mey. (1 sp.)
20. Harfordia Greene & C. Parry (1 sp.)